# Leichtathletik-Weltmeisterschaften der Behinderten 2019/Teilnehmer (Kambodscha)
| stlisierte Goldmedaille | stlisierte Silbermedaille | stlisierte Bronzemedaille |
| ----------------------- | ------------------------- | ------------------------- |
| —                       | —                         | —                         |

Kambodscha war mit einem Athleten bei den Leichtathletik-Weltmeisterschaften der Behinderten 2019 vertreten. Dieser kam bis ins Halbfinale.

## Ergebnisse

### Männer
| Athleten | Wettbewerb | Vorlauf / Vorkampf | Vorlauf / Vorkampf | Halbfinale   | Halbfinale | Finale             | Finale |
| Athleten | Wettbewerb | Zeit / Weite       | Rang               | Zeit / Weite | Rang       | Zeit / Weite       | Rang   |
| -------- | ---------- | ------------------ | ------------------ | ------------ | ---------- | ------------------ | ------ |
| Vun Van  | 100 m T54  | 14,57 s PB         | 12                 | 14,57 s      | 12         | nicht qualifiziert | 12     |